# 鄉村藍調
鄉村藍調（英語：Country blues），又稱為民間藍調，鄉下藍調，邊遠地區藍調或鄉土藍調，是一種以吉他為主軸而產生的藍調音樂形式，將藍調元素與鄉村音樂和民間音樂特徵混合運用在一起而成。藍調在美國南部誕生以後，迅速蔓延到全國各個地區，產生了許多地區的風格。包括孟菲斯藍調、底特律藍調、芝加哥藍調、德克薩斯藍調、皮埃蒙特藍調、路易斯安那州藍調、西海岸藍調、聖路易斯藍調、東海岸藍調、沼澤藍調、紐奧良藍調、三角洲藍調、北密西西比山鄉村藍調、堪薩斯城藍調。
當非洲裔美國人的音樂品味在1960年代初期開始發生變化，轉向靈魂樂和節奏藍調的音樂類型時，出現鄉村藍調重新流行而成為民間藍調，並且出售給主要的白人社交和大學時代的聽眾。像傳統的藝術家大比爾·布隆齊和索尼男孩·威廉姆森二世，徹底改造自己成為民間藍調的藝術家，而皮埃蒙特藍調像索尼·特里和布朗·麥吉得到很好的成績，在美國民間音樂復興活動中取得成功。
在1950年代彙編的二戰前鄉村藍調錄音的精選彙編美國民間音樂文集和鄉村藍調。

## 另請參閱
- 鄉村藍調音樂家列表（英语：List of country blues musicians）
- 北密西西比山國家藍調（英语：Hill country blues）
- 鼓笛和鼓藍調（英语：Fife and drum blues）